# 宁波市康复医院
宁波市康复医院，是中国浙江省宁波市的一所公立康复医院，为宁波市残疾人联合会直属单位，前身为1989年成立的宁波市聋儿康复中心，1996年改为宁波市残疾人康复中心，2005年命名为宁波慈爱医院，2008年更名为宁波市康复医院:916，2017年第一名称更名为宁波市康复医院，为三级乙等医院。